# بریوزوفسکی (سرزمین آلتای)
بریوزوفسکی (به لاتین: Beryozovsky) یک منطقهٔ مسکونی در روسیه است که در سرزمین آلتای واقع شده‌است.